# Vlasta Jakovlić
Vlasta Jakovlić (Tuzla, 10. studenoga 1930.), hrvatska inženjerka geologije, stručnjakinja za poznavanje robe i prehranu, osobito čaja

## Životopis
Rodila se u Tuzli. Završila gimnaziju. Diplomirala u Zagrebu na Prirodoslovno-matematičkom fakultetu geologiju, mineraloško-kemijski studij. 1971. doktorirala je na Ekonomskom fakultetu u Rijeci tezom Čaj u svjetskoj privredi i privredi Jugoslavije. Zaposlila se u riječkog Srednjoj tehničkoj građevinskoj školi gdje je radila dvije godine, a nakon toga od 1962. na Ekonomskom fakultetu, gdje je bila asistentica i docentica do 1974. godine. Vanjska nastavnica na Hotelijerskom fakultetu u Opatiji do umirovljenja 1985. godine. Usavršivala se u inozemstvu, u Indiji, Šri Lanki i u Engleskoj u Londonu. Gostujuća predavačica u SAD na sveučilištima Massachusettsa i Cornellu. Područje znanstvenoga rada bilo joj je poznavanje robe, osobito prehrambenih proizvoda. Bavila se normizacijom iz područja mirodija, čaja i kave. Projektirala za hotelijerstvo i društvenu prehranu. Slovenski Centar za tehničke inovacije iz Ljubljane priznao joj je kao autorsko djelo projekt Elektroničku obradbu podataka prehrane ljudi s nutritivnoga, gastronomskoga i gospodarskoga stajališta različitih populacija prehrambene potrošnje (GASTRO).